# Оттава (река)
Оттава (фр. rivière des Outaouais, англ. Ottawa) — река на юго-востоке Канады, наиболее крупный приток реки Святого Лаврентия (левый). Длина — 1271 км. Площадь водосбора 146 тыс. км². Бассейн расположен на территории провинций Квебек (65 %) и Онтарио (35 % территории). Оттава вытекает из озера Капимичигама, расположенного на Лаврентийской возвышенности. Среднегодовой расход воды в устье — 1950 м³/с.
Русло в верхнем течении полностью сложено докембрийскими кристаллическими породами. В нижнем течении Оттава протекает по ордовикским доломитам и известнякам, а также врезается в глинистые отложения голоценового моря Шамплена. Питание дождевое и снеговое. Половодье с апреля по май, межень в августе-сентябре. На реке 7 ГЭС. Основные притоки Оттавы — Гатино, Кулонж, Льевр, Маттава, Миссисипи, Ридо. В низовье судоходна (ниже водопадов Шодьер в городе Оттава). Глубины до 200 м.

## История и этимология
Алгонкинские племена, обитавшие вдоль реки Оттавы на момент прихода европейцев, называли её «кичисипи», что значит «большая река». Ранние первопроходцы считали реку Оттаву верховьем реки Святого Лаврентия и называли её, также как и реку Святого Лаврентия ниже уровня нынешнего города Монреаля, «Канада». Название «оттава» река получила по племени, которое непродолжительное время обитало на её берегах в конце XVII века. Из европейцев первыми поднялись по реке Оттаве Самюэль де Шамплен и Этьен Брюле в 1615 г. В последующие два столетия река Оттава использовалась для перевозки мехов из внутренних частей Канады. В начале XIX века река Оттава приобрела роль магистрали для сплава леса, особенно веймутовой сосны, поставлявшейся на верфи Великобритании. Сплав леса продолжался до середины XX века. Нижний склад располагался на территории оттавского района Лебретон-Флетс.

## Галерея

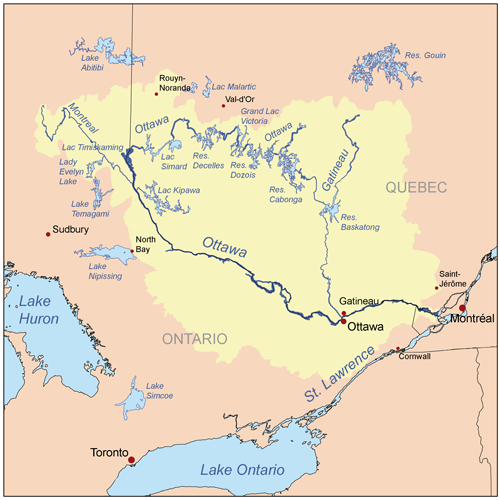
Бассейн реки Оттава
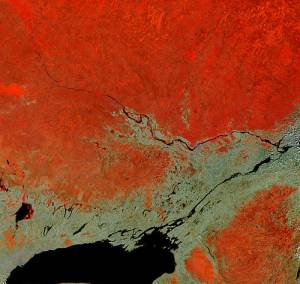
На космической фотографии видно впадение с севера реки Оттава в реку Св. Лаврентия.
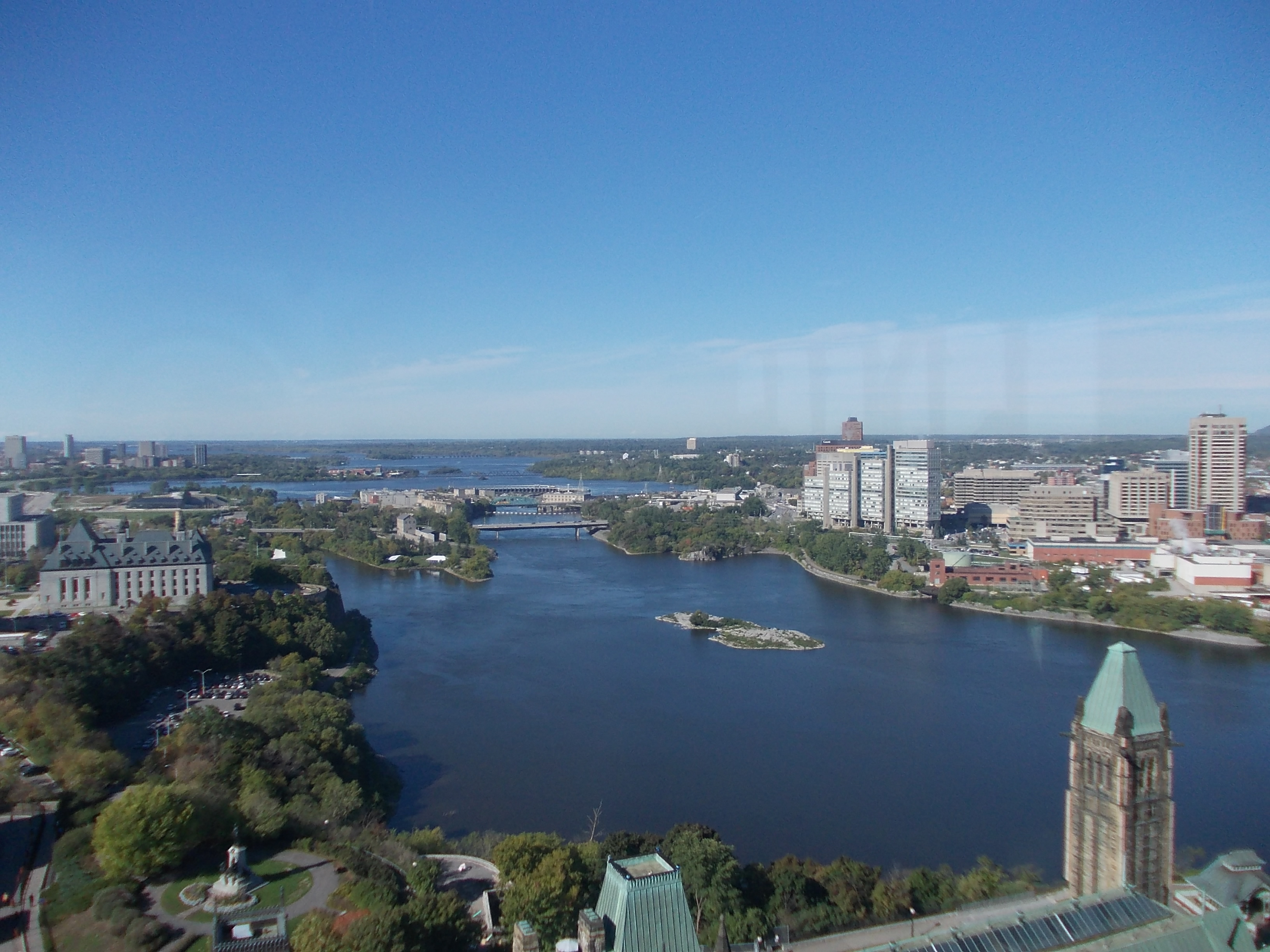
Река Оттава в городах Оттава (слева) и Гатино (справа)
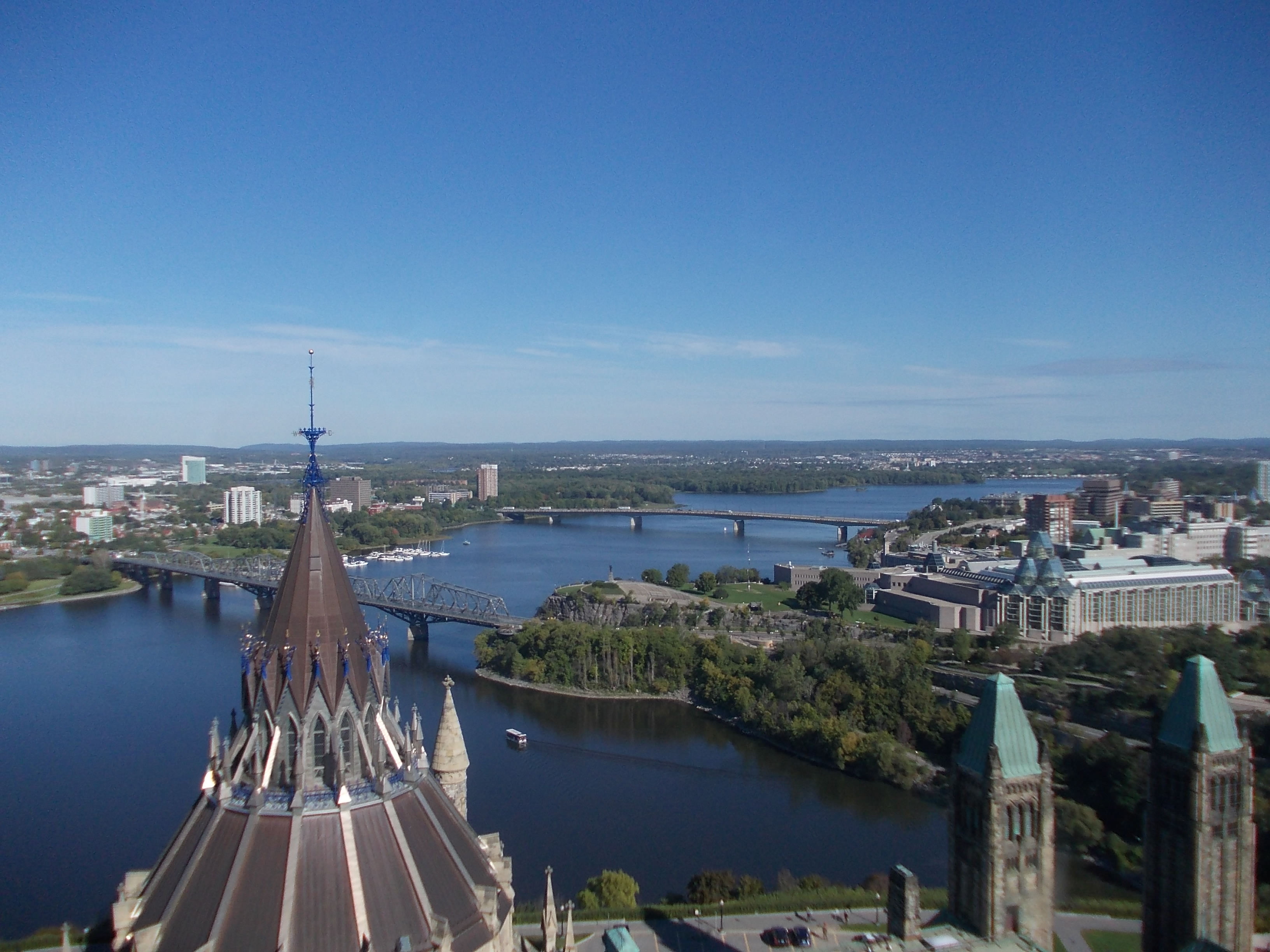
Река Оттава в городах Гатино (слева) и Оттава (справа)